# Listă de râuri din Republica Moldova

Republica Moldova - principalele cursuri de apă

Rețeaua hidrografică a Republicii Moldova este alcătuită din 3739 de râuri, râulețe și pâraie permanente și intermitente, inclusiv 10 cu lungimea de peste 100 km (Nistru, Prut, Răut, Bâc, Botna, Cogâlnic, Ialpug, Căinar, Ichel, Cubolta), alte 327 de cursuri au 10-99 km. Lungimea sumară a apelor curgătoare constituie aproximativ 19.374 km. Pe o distanță de 0,6 km, punctul extrem de sud al țării este traversat de fluviul Dunărea. Conform legii râurile sunt grupate în două districte hidrografice: Prut și Nistru. În cadrul acestor districte hidrografice sunt incluse 4 bazine hidrografice: Dunăre, Marea Neagră, Prut și Nistru, care se împart, la rândul lor în 39 de sub-bazine hidrografice.
În lunca Prutului se află două rezervații naturale - Pădurea Domnească și Prutul de Jos, iar în valea Nistrului rezervația științifică Iagorlîc (în Transnistria).

Districtele și bazinele hidrografice ale Republicii Moldova

### Rețeaua hidrografică

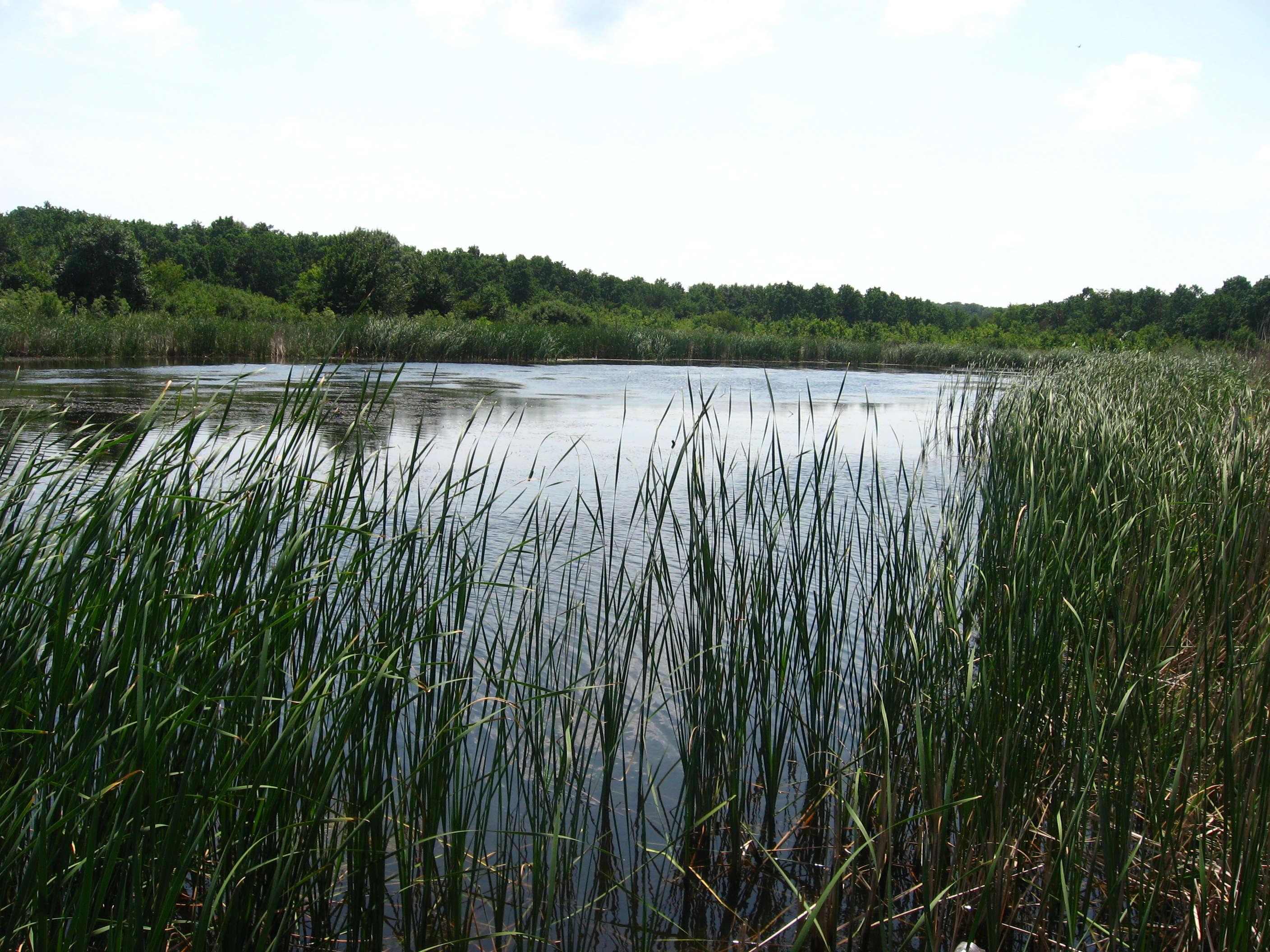
Pădurea Domnească
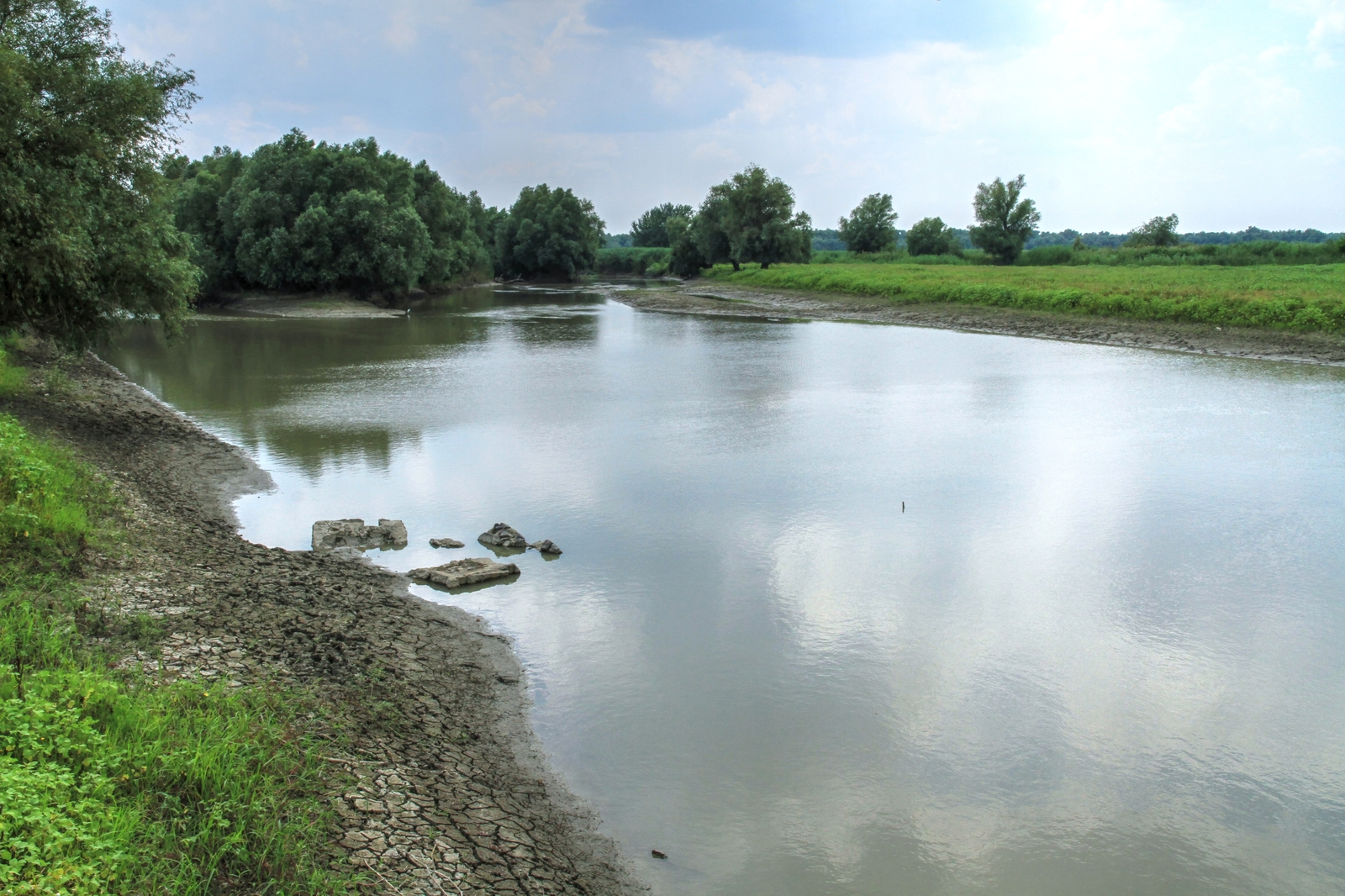
Prutul de Jos
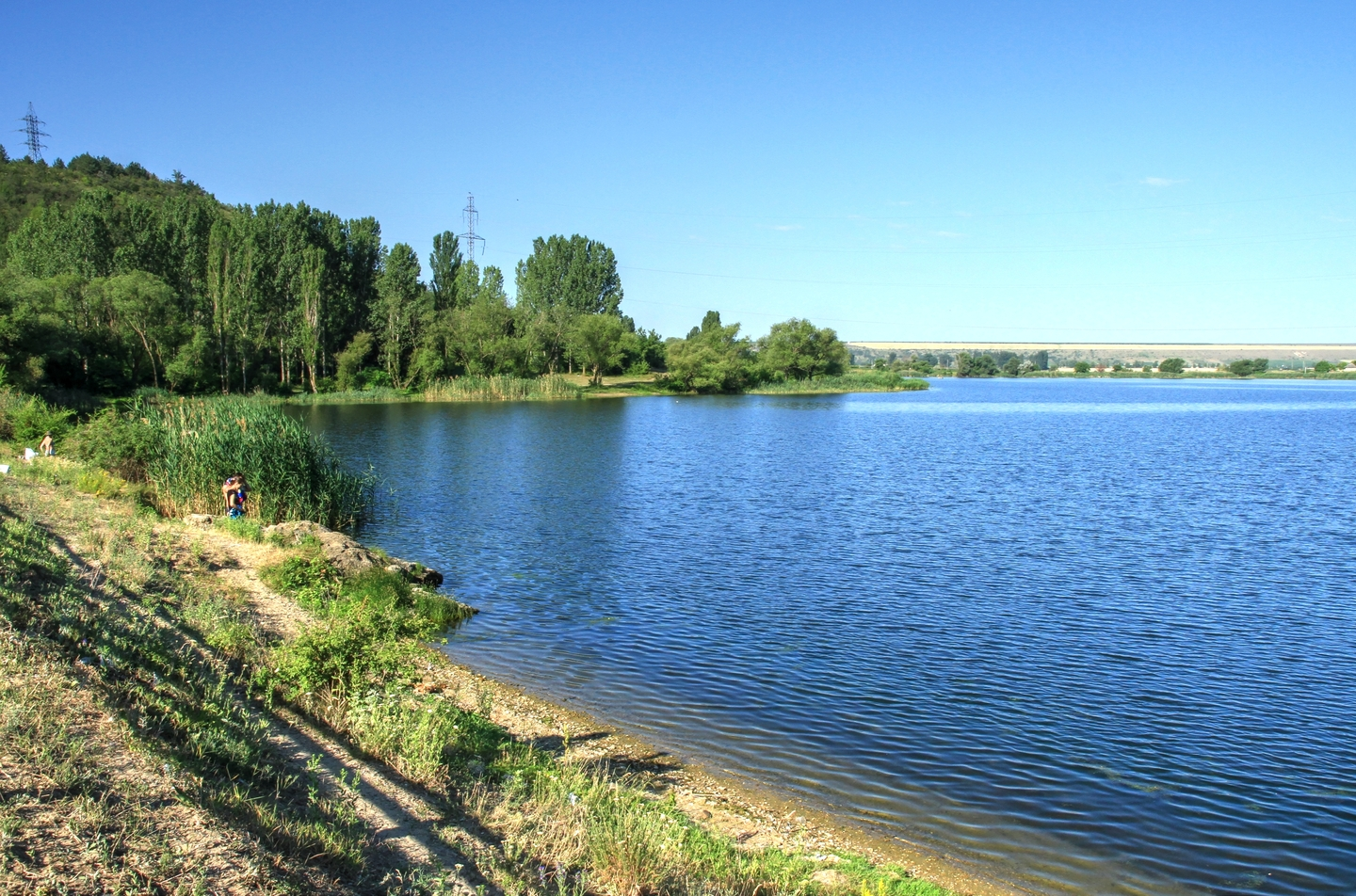
Iagorlîc

| Denumirea râului   | Bazinul hidrografic | Subbazinul hidrografic       | Lungime |
| ------------------ | ------------------- | ---------------------------- | ------- |
| Avdarma            | ■ Dunărea           | □□ Ialpug                    | 23,9 km |
| Babei              | ■ Marea Neagră      | □□ Sărata                    | 31 km   |
| Bălțata            | ■ Nistru            | □□ Bălțata-Șerpeni           |         |
| Baurci             | ■ Dunărea           | □□ Ialpug                    |         |
| Bâc                | ■ Nistru            | □□ Bâc                       | 155 km  |
| Bogda              | ■ Prut              | □□ Racovăț                   |         |
| Bulata             | ■ Nistru            | □□ Răut                      | 38 km   |
| Botna              | ■ Nistru            | □□ Botna                     | 152 km  |
| Botnișoara         | ■ Nistru            | □□ Botna                     | 25 km   |
| Brătuleanca        | ■ Nistru            | □□ Brătuleanca               |         |
| Bucovăț            | ■ Nistru            | □□ Bâc                       |         |
| Cahul              | ■ Dunărea           | □□ Cahul                     | 40 km   |
| Camenca            | ■ Nistru            | □□ Răut                      | 29 km   |
| Camenca            | ■ Nistru            | □□ Nistru                    | 52 km   |
| Camenca            | ■ Prut              | □□ Camenca                   | 99 km   |
| Camencuța          | ■ Prut              | □□ Camenca                   | 19 km   |
| Căinar             | ■ Nistru            | □□ Răut                      | 95 km   |
| Căinari            | ■ Nistru            | □□ Botna                     |         |
| Căldărușa          | ■ Prut              | □□ Căldărușa                 | 40 km   |
| Calintir           | ■ Nistru            | □□ Bâc                       | 27 km   |
| Călmățui           | ■ Prut              | □□ Nârnova                   |         |
| Căplani            | ■ Marea Neagră      | □□ Hagider                   | 42 km   |
| Carsău             | ■ Dunărea           | □□ Ialpug                    |         |
| Ceaga              | ■ Marea Neagră      | □□ Cogâlnic                  | 120 km  |
| Cerlena            | ■ Prut              | □□ Vilia-Lopatnic            |         |
| Chiua              | ■ Nistru            | □□ Răut                      | 20,1 km |
| Ciorna             | ■ Nistru            | □□ Nistru                    | 42 km   |
| Ciorna             | ■ Nistru            | □□ Răut                      |         |
| Ciuhur             | ■ Prut              | □□ Răut                      | 90 km   |
| Ciulucul de Mijloc | ■ Nistru            | □□ Răut                      | 45 km   |
| Ciulucul Mic       | ■ Nistru            | □□ Răut                      | 61 km   |
| Cogâlnic           | ■ Nistru            | □□ Răut                      | 48 km   |
| Cogâlnic           | ■ Marea Neagră      | □□ Cogâlnic                  | 125 km* |
| Copăceanca         | ■ Nistru            | □□ Răut                      | 43 km   |
| Copceac            | ■ Marea Neagră      | □□ Sărata                    | 27 km   |
| Cosim              | ■ Marea Neagră      | □□ Cogâlnic                  |         |
| Cubolta            | ■ Nistru            | □□ Răut                      | 103 km  |
| Cula               | ■ Nistru            | □□ Răut                      | 65 km   |
| Curujica           | ■ Marea Neagră      | □□ Cogâlnic                  |         |
| Cușmirca           | ■ Nistru            | □□ Racovăț-Sănătăuca-Alcedar |         |
| Delia              | ■ Prut              | □□ Delia                     | 30 km   |
| Dobrușa            | ■ Nistru            | □□ Răut                      | 32 km   |
| Dona               | ■ Prut              | □□ Vilia-Lopatnic            |         |
| Drăghinici         | ■ Nistru            | □□ Răut                      | 31,4 km |
| Draghiște          | ■ Prut              | □□ Racovăț                   | 71 km   |
| Gârla Mare         | ■ Prut              | □□ Gârla Mare                | 43,2 km |
| Gârlișor           | ■ Prut              | □□ Gârlișor                  | 17 km   |
| Glodeanca          | ■ Prut              | □□ Căldărușa                 | 30 km   |
| Ialpug             | ■ Dunărea           | □□ Ialpug                    | 142 km  |
| Ialpugel           | ■ Dunărea           | □□ Ialpug                    | 59,6 km |
| Ichel              | ■ Nistru            | □□ Ichel                     | 101 km  |
| Iligacea           | ■ Nistru            | □□ Răut                      | 21,3 km |
| Ișnovăț            | ■ Nistru            | □□ Bâc                       | 59 km   |
| Lăpușna            | ■ Prut              | □□ Lăpușna                   | 70 km   |
| Lăpușnița          | ■ Prut              | □□ Lăpușna                   |         |
| Larga              | ■ Prut              | □□ Larga                     | 25 km   |
| Larga              | ■ Prut              | □□ Larga                     | 33 km   |
| Lunga              | ■ Dunărea           | □□ Ialpug                    | 82,7 km |
| Lunguța            | ■ Dunărea           | □□ Ialpug                    |         |
| Molovateț          | ■ Nistru            | □□ Răut                      | 18,9 km |
| Medveja            | ■ Prut              | □□ Medveja                   |         |
| Motța              | ■ Nistru            | □□ Răut                      | 26,8 km |
| Nârnova            | ■ Prut              | □□ Nârnova                   | 49 km   |
| Nistru             | ■ Nistru            | □□ Nistru                    | 660 km* |
| Odaia              | ■ Dunărea           | □□ Ialpug                    |         |
| Orac               | ■ Prut              | □□ Sărata                    |         |
| Pațapule           | ■ Prut              | □□ Vilia-Lopatnic            |         |
| Pojarna            | ■ Nistru            | □□ Bâc                       |         |
| Popornița          | ■ Nistru            | □□ Răut                      |         |
| Prut               | ■ Dunărea           | □□ Prut                      | 695 km* |
| Racovăț            | ■ Prut              | □□ Racovăț                   | 67 km   |
| Rămăzani           | ■ Nistru            | □□ Răut                      |         |
| Răut               | ■ Nistru            | □□ Răut                      | 286 km  |
| Răuțel             | ■ Nistru            | □□ Răut                      | 28,5 km |
| Rezina             | ■ Nistru            | □□ Rezina                    | 32 km   |
| Saca               | ■ Prut              | □□ Tigheci                   |         |
| Sagala             | ■ Nistru            | □□ Răut                      | 29 km   |
| Sagâghiol          | ■ Dunărea           | □□ Ialpug                    |         |
| Saharna            | ■ Nistru            | □□ Sahana                    | 10 km   |
| Salcia             | ■ Dunărea           | □□ Ialpug                    |         |
| Salcia Mare        | ■ Dunărea           | □□ Ialpug                    | 48,7 km |
| Salcia Mica        | ■ Dunărea           | □□ Ialpug                    |         |
| Sarâiar            | ■ Dunărea           | □□ Ialpug                    |         |
| Sărata             | ■ Marea Neagră      | □□ Sărata                    | 120 km  |
| Sărata             | ■ Prut              | □□ Sărata                    | 59 km   |
| Schinoasa          | ■ Marea Neagră      | □□ Cogâlnic                  | 53 km   |
| Sârma              | ■ Prut              | □□ Lăupșna                   |         |
| Soloneț            | ■ Nistru            | □□ Răut                      | 38 km   |
| Șoltoaia           | ■ Prut              | □□ Vladnic                   | 29 km   |
| Șoltoița           | ■ Prut              | □□ Vladnic                   |         |
| Șovățul de Jos     | ■ Prut              | □□ Șovățul Mic               | 14,4 km |
| Șovățul Mare       | ■ Prut              | □□ Șovățul Mic               | 26,5 km |
| Șovățul Mic        | ■ Prut              | □□ Șovățul Mic               | 42 km   |
| Taghil             | ■ Nistru            | □□ Ichel                     |         |
| Tigheci            | ■ Prut              | □□ Tigheci                   | 43 km   |
| Valea Galbenă      | ■ Marea Neagră      | □□ Cogâlnic                  |         |
| Valea Halmagei     | ■ Prut              | □□ Larga                     | 19 km   |
| Valea Șamaliei     | ■ Dunărea           | □□ Ialpug                    |         |
| Vatici             | ■ Nistru            | □□ Răut                      | 26,8 km |
| Vârșava            | ■ Prut              | □□ Vârșava                   |         |
| Vilia              | ■ Prut              | □□ Vilia                     | 50 km   |
| Vladnic            | ■ Prut              | □□ Vladnic                   | 35 km   |
| Zelena             | ■ Prut              | □□ Vilia-Lopatnic            |         |